# 民間航空操縦士訓練学校
民間航空操縦士訓練学校（みんかんこうくうそうじゅうしくんれんがっこう）は、株式会社Japan General Aviation Serviceが運営する、固定翼機のパイロットを養成する訓練学校である。

## 概要
エアラインをはじめとするプロ・パイロットの養成に特化した訓練学校である。
鹿児島空港内に校舎を構えている。週5日の全日制・全寮制の訓練学校で、同空港を拠点に全ての訓練を日本国内で実施している。
確実にプロとして通用する人材を選抜するため、入校希望者は入学試験を受ける必要があり、能力・心理適性検査や操縦適性検査が実施される。航空身体検査（第1種相当）に適合する証明も必要である。
単発訓練機には、航空大学校、エミレーツ航空、ルフトハンザ航空、アメリカ空軍士官学校などで採用されているシーラス・エアクラフト社のSRシリーズを採用している。シーラス SR20は、エアライン機の航法を再現可能なシステムを搭載しており、将来の大型機への移行を想定した環境下で訓練を実施できる。双発訓練機には、イタリア空軍の訓練機に採用されているテクナムP2006Tを採用している。このほか、ダイヤモンドDA42NGでも訓練を実施している。

## 訓練コース
- プロ・パイロット養成コース
- ライセンス保持者編入制度

## 訓練機材
- シーラス SR20
- テクナム P2006T
- ダイヤモンド・エアクラフト DA42NG